# Katarína Vlčková
Katarína Vlčková (* 19. září 1979, Bratislava) pracuje jako lékařka v mobilním hospici Cesta domů, kde poskytuje paliativní péči lidem v závěru života v jejich domácím prostředí. V Praze žije od roku 1992.
V roce 2004 absolvovala 1. lékařskou fakultu Univerzity Karlovy v Praze. V roce 2018 složila atestaci v oboru všeobecné praktické lékařství. S manželem Ondřejem Vlčkem má tři syny Matěje (2005), Adama (2007) a Daniela (2010). V březnu 2021 společně s manželem založili Nadaci rodiny Vlčkových. Do ní do vložili aktiva v hodnotě 1,5 miliardy korun. Toto jmění bude pomáhat rodinám zasaženým závažným onemocněním jejich dítěte. V dubnu 2021 pro svou nadaci manželé koupili značně zchátralou pražskou usedlost Cibulka. Tu do roku 2026 plánují kompletně obnovit a vybudovat zde dětský hospic s paliativním střediskem a zároveň vzdělávací a komunitní prostory pro veřejnost. Navazují tak na organizaci Zlatá rybka, kterou založili v roce 2014 a jejíž poslání je plnit přání dětem trpícím život ohrožujícím onemocněním.